# 杜波依斯 (怀俄明州)
杜波依斯（英語：Dubois），是美国怀俄明州弗里蒙特县（Fremont）下属的一座城市。该市的人口在2000年为962人，2010年有971，2011年则估计有982人。